# Fartøjer i Royal Navy
Denne side er en oversigt over skibe og fly tilknyttet Royal Navy:

## Surface Fleet
- HMNB Devonport
  -     - Albion-klassen: L14 Albion og L15 Bulwark (LPD-landgangsfartøjer)
    - Duke-klassen: F79 Portland, F81 Sutherland, F82 Somerset, F231 Argyll, F236 Montrose og F238 Northumberland
    - Archer-klassen: P275 Raider

  - Havundersøgelseseskadren
    - H130 Magpie
    - Echo-klassen: H87 Echo og H88 Enterprise
    - H131 Scott
- HMNB Portsmouth
  -     - Queen Elizabeth-klassen: R08 Queen Elizabeth, R09 Prince of Wales
    - Daring-klassen: D32 Daring, D33 Dauntless, D34 Diamond, D35 Dragon, D36 Defender og D37 Duncan
    - Duke-klassen: F78 Kent, F83 St. Albans, F229 Lancaster, F234 Iron Duke, F237 Westminister og F239 Richmond
    - Hunt-klassen: M30 Ledbury, M31 Cattistock, M33 Brocklesby, M34 Middleton, M37 Chiddingfold, M38 Atherstone, M39 Hurworth og M41 Quorn
    - Archer-klassen: P274 Tracker, P279 Blazer og P293 Ranger

  - Fiskeribeskyttelseseskadren
    - River-klassen: P281 Tyne, P282 Severn og P283 Mersey

  - Arktiske patruljeeskadre
    - A171 Endurance
- HMNB Clyde
  - Sandown-klassen: M106 Penzance, M107 Pembroke, M108 Grimsby, M109 Bangor, og M1112 Shoreham
  - Archer-klassen: P273 Pursuer og P280 Dasher
- RAF Mount Pleasant
  - River-klassen: P257 Clyde

## Submarine Service
- HMNB Devonport
  -     - Trafalgar-klassen: S91 Trenchant, S92 Talent og S93 Triumph
- HMNB Clyde
  -     - Vanguard-klassen (missilubåde): S28 Vanguard, S29 Victorious, S30 Vigilant og S31 Vengeance
    - Astute-klassen: S119 Astute, S120 Ambush, S121 Artful, S122 Audacious

## Royal Fleet Auxiliary
- Wave-klassen (2 stk. tankskibe)
- Rover-klassen (2 stk. tankskibe)
- Leaf-klassen (2 stk. tankskibe)
- Fort Rosalie-klassen (2 stk. flådeforsyningsskibe)
- Fort Victoria-klassen (2 stk. flådeforsyningsskibe)
- Bay-klassen (4 stk. LSD-landgangsfartøjer)
- Point-klassen (6 stk. RoRo-skibe)
- A132 Diligence
- A135 Argus

## Fleet Air Arm
Fleet Air Arm benytter en række forskellige fly og helikoptere:
- 60× AW101 Merlin
- 8× Avenger T.2 (Beechcraft King Air)
- 28× Lynx Wildcat (bestilt)
- Juno HT.1 (Airbus H135)
- Grob Tutor T.1 (Grob 115E)
- Grob Prefect T.1 (Grob 120TP)

| Squadron                | Fly                      | Opgave                                          | Placering          |
| ----------------------- | ------------------------ | ----------------------------------------------- | ------------------ |
| 700X Naval Air Squadron | Boeing Scaneagle         | Testflyvning                                    | RNAS Yeovilton     |
| 703 Naval Air Squadron  | Grob Prefect T.1 (120TP) | Grundlæggende pilotuddannelse (alle værn)       | RAF Barkston Heath |
| 705 Naval Air Squadron  | Airbus H135              | Udvidet pilotuddannelse (alle værn)             | RAF Shawbury       |
| 727 Naval Air Squadron  | Grob Tutor T.1           | Grundlæggende pilotuddannelse                   | RNAS Yeovilton     |
| 750 Naval Air Squadron  | Avenger T.1              | Uddannelse af taktiske observatører             | RNAS Culdrose      |
| 814 Naval Air Squadron  | Merlin HM.1              | Hangarskibsbaseret ASW-helikopter               | RNAS Culdrose      |
| 815 Naval Air Squadron  | Wildcat HM.2             | Fregat- og destroyerbaseret ASW/ASUW-helikopter | RNAS Yeovilton     |
| 820 Naval Air Squadron  | Merlin HM.2              | Hangarskibsbaseret ASW-helikopter               | RNAS Culdrose      |
| 824 Naval Air Squadron  | Merlin HM.2              | Uddannelse af Merlin-piloter                    | RNAS Culdrose      |
| 845 Naval Air Squadron  | Merlin HC.4              | Taktisk troppetransport for Royal Marines       | RNAS Yeovilton     |
| 846 Naval Air Squadron  | Merlin HC.4              | Taktisk troppetransport for Royal Marines       | RNAS Yeovilton     |
| 847 Naval Air Squadron  | Wildcat AH.1             | Panserværns- og observationshelikopter          | RNAS Yeovilton     |

- AH. — Army Helicopter — hærhelikopter.
- HC. — Helicopter, Cargo — transporthelikopter.
- HM. — Helicopter, Maritime — maritim helikopter.
- HT. — Helicopter, Training — skolehelikopter.
- RNAS — Royal Naval Air Station — Royal Navy-flybase.
- T. — Training — skolefly.